# کاروانسرای زنجیران
کاروانسرای زنجیران مربوط به سده‌های اولیه دوران‌های تاریخی پس از اسلام است و در شهرستان فیروزآباد، ورودی تنگ زنجیران واقع شده و این اثر در تاریخ ۱۶ مهر ۱۳۷۹ با شمارهٔ ثبت ۲۸۱۰ به‌عنوان یکی از آثار ملی ایران به ثبت رسیده است.در نزدیکی این بنا در حال حاضر تفرج گاهی به واسطه نزدیکی به تنگ زنجیران شکل گرفته که می تواند محلی برای استراحت بازدیدکنندگان باشد. 